# Bloomingdale (Ohio)
Pour les articles homonymes, voir Bloomingdale.
Bloomingdale est un village américain situé dans le comté de Jefferson, dans l'Ohio. Selon le recensement de 2010, sa population est de 202 habitants.